# Левицки, Оскар
Карл Оскар Юхан Левицки (швед. Carl Oscar Johan Lewicki; 14 июля 1992, Мальмё, Швеция) — шведский футболист, полузащитник, клуба «Мальмё». Выступал за сборную Швеции. Участник чемпионата Европы 2016 года.

## Клубная карьера
Левицки начал карьеру в академии клуба «Мальмё» из своего родного города. В 2008 году он был замечен скаутами мюнхенской «Баварии» и приглашён в немецкий клуб. В 2010 году Оскар попал в заявку команды на сезон, но не сыграл ни в одном официальном матче, выступая за дублёров из «Бавария II». В 2012 году Левицки вернулся на родину, где стал футболистом «Хеккена». 31 марта 2012 года в поединке против ГАИСа он дебютировал в Аллсвенскан лиге. 1 ноября в матче против АИКа Оскар забил свой первый гол за команду.
В начале 2015 года Левицки вернулся в родной «Мальмё», подписав контракт на три года. 6 апреля в матче против «Сундсвалля» он дебютировал за команду. В этом же поединке Оскар забил свой первый гол за «Мальмё». В 2016 году Оскар стал чемпионом Швеции.

## Международная карьера
17 января 2014 года в товарищеском матче против сборной Молдовы Левицки дебютировал за сборную Швеции.
В 2015 году в составе молодёжной сборной Швеции Оскар выиграл молодёжный чемпионат Европы в Чехии. На турнире он сыграл в матчах против сборных Дании, Италии, Англии и дважды Португалии.
Летом 2016 года Оскар попал в заявку сборной на участие в чемпионате Европы во Франции. На турнире он сыграл в матчах против команд Ирландии и Италии.

## Достижения
«Мальмё»
- Чемпионат Швеции по футболу — 2016
- Чемпионат Швеции по футболу — 2017

 Швеция (до 21)
- Молодёжный чемпионат Европы — 2015